# Планер Танського

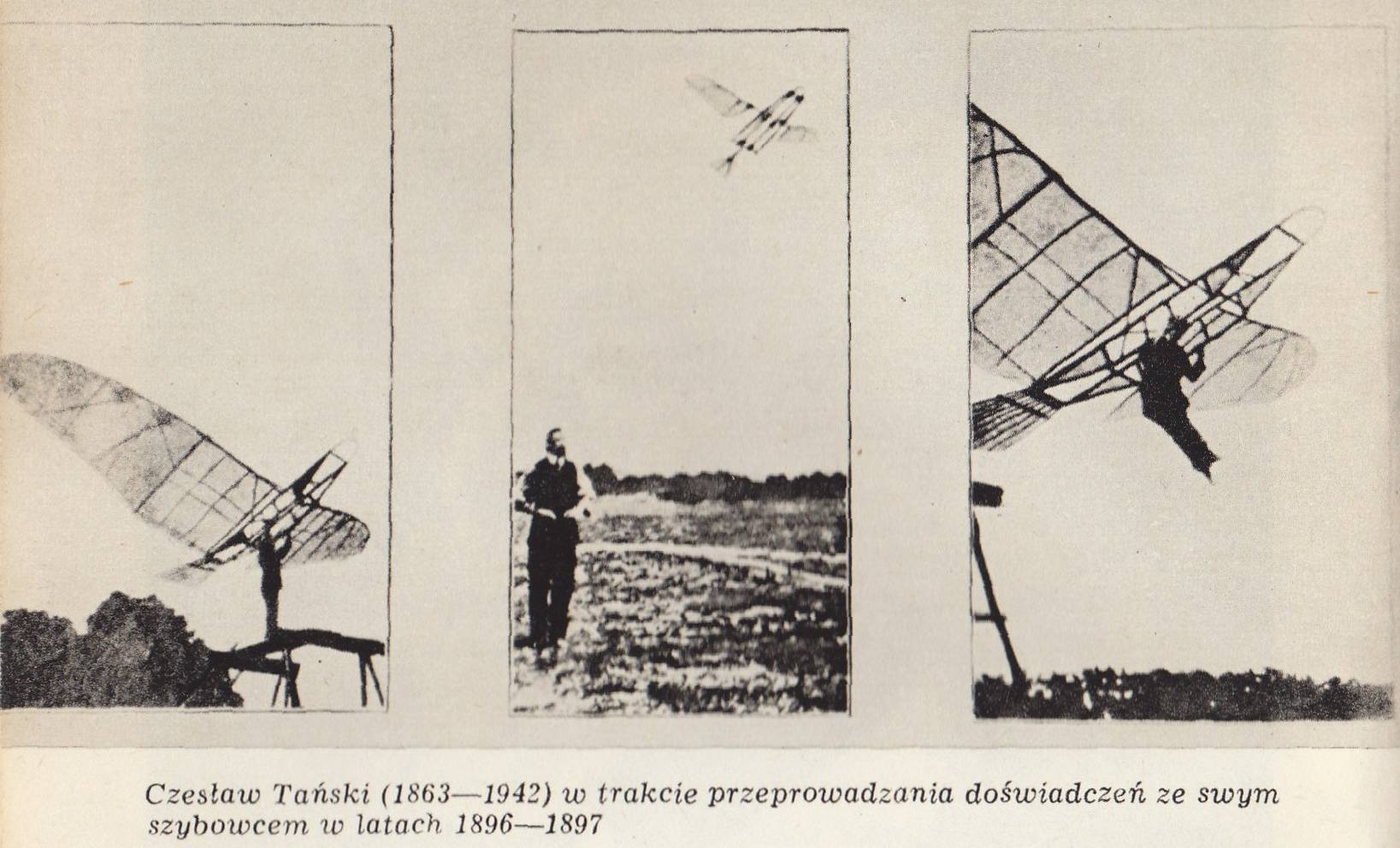
Замальовка польоту на планері Чеслава Танського

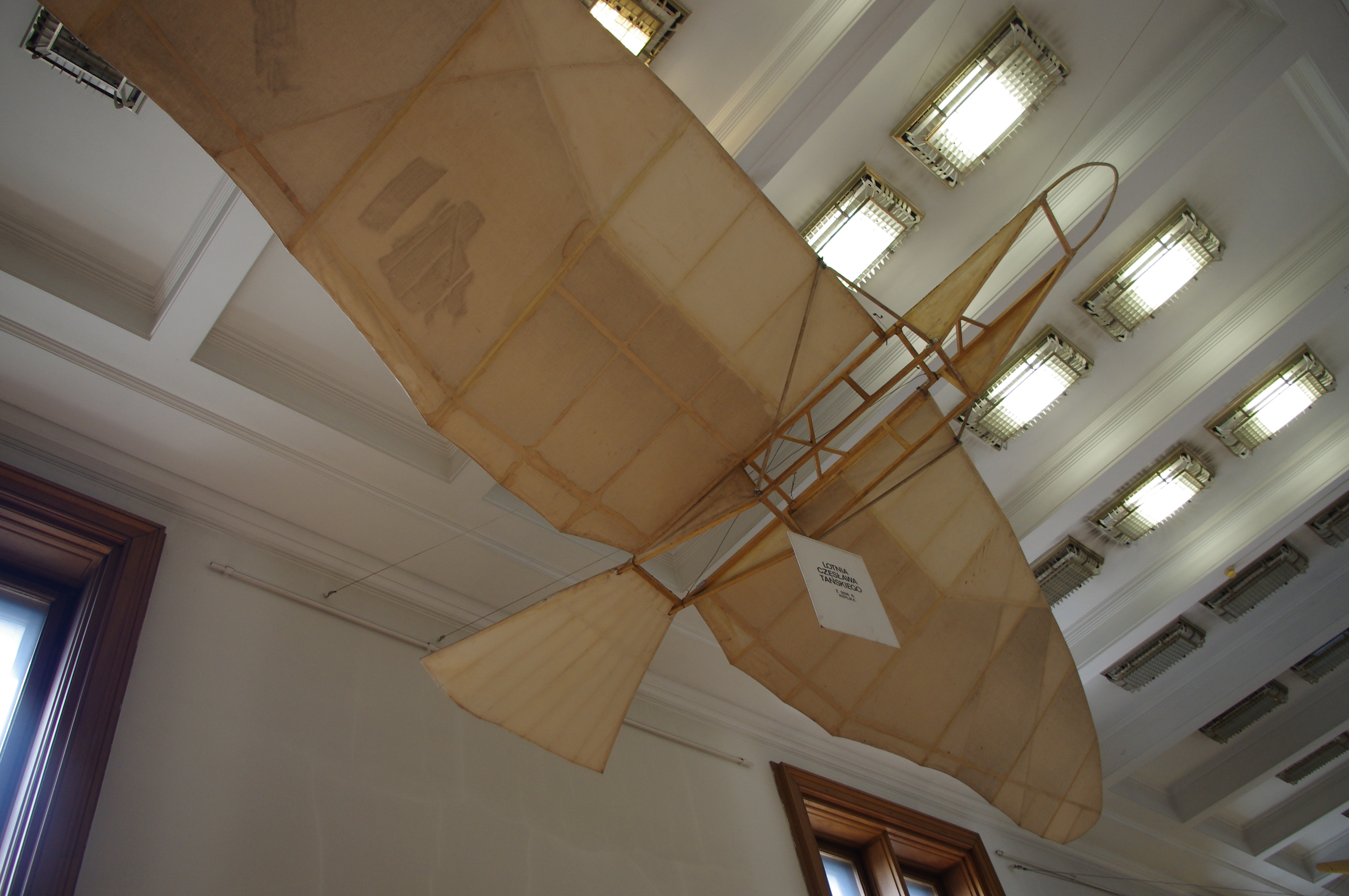
Репліка планера Танського у музеї

Планер Танського (пол. Lotnia Tańskiego) — перший польський планер, побудований в 1895 році польським винахідником і піонером авіації, художником Чеславом Танським. 
Планер мав крило з тканини, площею 7 м² при загальній масі приблизно 15-18 кілограмів. Крила були знімні, покриті поєднанням тонкої марлі та паперу. Оболонка крил була розтягнута на дерев'яну конструкцію, виготовлену з сухої деревини і прикріплена до неї з кронштейнами. Розмах крил становив 8,6 (10) м, довжиною 2,2 м (3,2 м), навантаження на поверхню склало 11,5 кГ/м². Керування планером здійснювалось переміщенням пілота відносно корпусу (подібно тому, як керують сучасними дельтапланами).
На початку будівництва було також близько п'яти інших варіантів планера. Одним з них був «качиний» м'язовий літак з двома гвинтами, що рухалися силою ніг. Проте з фінансових причин конструктору не вдалося реалізувати всі ці проекти.
Планер був зруйнованій у першій спробі польоту.